# Giấy tờ tùy thân

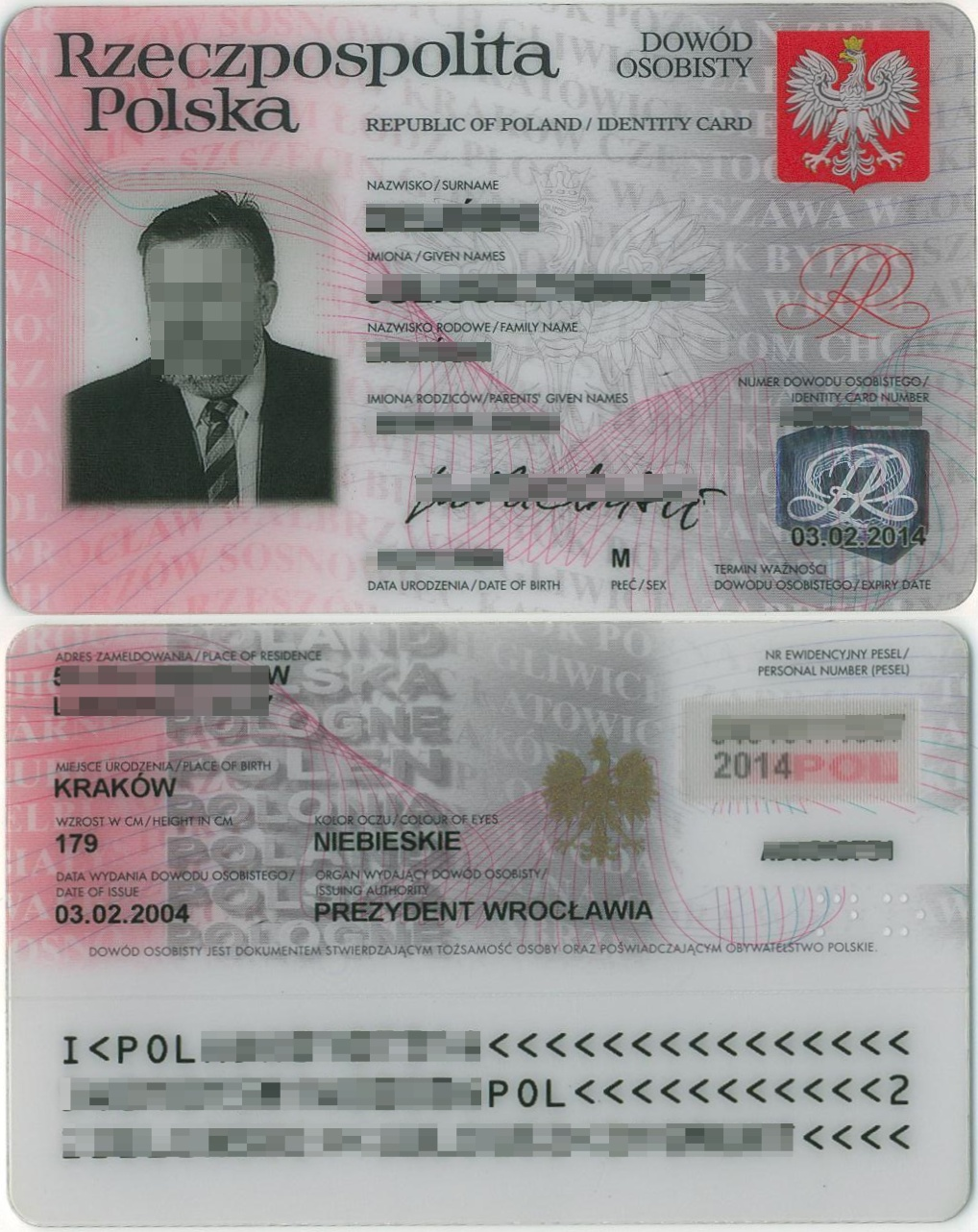
Thẻ căn cước hoặc Thẻ nhận dạng cá nhân (trong ảnh là Thẻ nhận dạng cá nhân của Ba Lan, bản 2004), một loại giấy tờ tùy thân phổ biến

Giấy tờ tùy thân hoặc giấy tờ cá nhân là những loại giấy tờ có thể giúp xác định đặc điểm và nhận dạng nhân thân của một con người cụ thể. Phạm vi các loại giấy tờ tùy thân được xác định tùy vào quy định pháp luật của từng quốc gia. Nhưng nhìn chung các loại giấy tờ như chứng minh nhân dân (hay thẻ căn cước), hộ chiếu, thẻ công dân, thẻ cư trú... đều được coi là giấy tờ tùy thân. Thông thường, giấy tờ tùy thân là các loại giấy tờ có dán ảnh hợp lệ và có đóng dấu giáp lai lên ảnh tuy nhiên trong một số loại không nhất thiết bắt buộc về chi tiết này..

## Phạm vi

### Trên thế giới
Ở các nước phát triển, giấy tờ tùy thân (identity document) thường có phạm vi không quá rộng mà chỉ bao gồm một số loại giấy đặc trưng như thẻ công dân (citizenship card), thẻ căn cước hay là chứng minh nhân dân (ID Card), bằng lái xe, thẻ cư trú (resident card), thẻ ngoại kiều (alien registration card) và hộ chiếu (passport).
Trong các loại giấy tờ tùy thân trên, thẻ công dân có tính chất tương tự chứng minh nhân dân và mỗi công dân có thẻ và mã số công dân riêng. Nhà nước quản lý người dân theo mã số này. Hệ thống dữ liệu có khả năng truy xuất mọi thông tin về nhân thân của công dân qua mã số, phục vụ nhanh chóng và hiệu quả cho công tác quản lý.
Thẻ công dân còn được sử dụng rất nhiều trong đời sống hằng ngày, ví dụ như thẻ công dân của Canada còn được dùng khi bầu cử, xin cấp hộ chiếu, xin cấp bảo hiểm xã hội... Thẻ công dân gắn liền với cuộc đời của một con người, vì thế cực kỳ quan trọng.
Ở Đức có hai loại giấy tờ cá nhân: Hộ chiếu và thẻ nhận dạng cá nhân.
Ở Áo: Hộ chiếu, chứng minh nhân dân (Personalausweis), thẻ nhận dạng (Identitätsausweis), giấy phép lái xe, giấy phép sử dụng vũ khí
Ở Thụy Sĩ: hộ chiếu, chứng minh nhân dân, SuisseID.
Tại Vương quốc Liên hiệp Anh và Ireland và Hoa Kỳ không có giấy chứng minh nhân dân hoặc thẻ căn cước tầm cỡ quốc gia - có nghĩa là không có cơ quan chính phủ liên bang nào có quyền cấp thẻ căn cước cho mọi công dân Anh và Hoa Kỳ mà nhiều giấy tờ được cấp bởi một số chính quyền địa phương hay cơ quan chính phủ được sử dụng như giấy tờ tùy thân, như là giấy khai sinh, thẻ an sinh xã hội, bằng lái xe, hay thậm chí là hộ chiếu.
Ở những quốc gia dùng thẻ căn cước thì thường là những giấy tờ khác mà có thể xác định một người, như thẻ an sinh xã hội, thẻ sinh viên, thẻ cơ quan, thẻ hội viên, thẻ khách hàng đặc biệt,... thường không được chấp nhận như là giấy tờ nhận dạng, bởi vì có thể là có quá nhiều cơ quan phát hành, có thể có các định dạng và tiêu chuẩn khác nhau và thường dễ bị giả mạo. Thường thì các tài liệu này mang thêm dòng chữ "Chỉ có giá trị kết hợp với một chứng minh nhân dân hoặc hộ chiếu".

### Ở Việt Nam

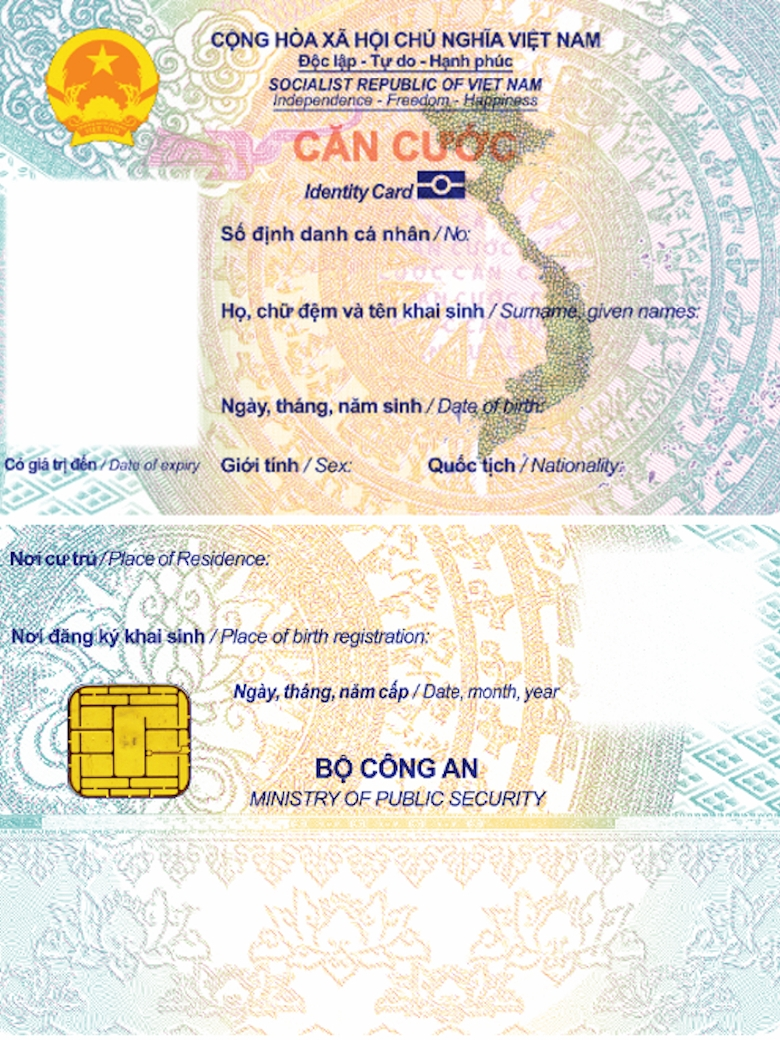
Mặt trước và mặt sau của Thẻ Căn cước (Việt Nam) từ 01 tháng 07 năm 2024

Về mặt pháp lý, theo quy định của pháp luật hiện hành chỉ chứng minh nhân dân(nay là Thẻ căn cước công dân) và Hộ chiếu mới trực tiếp được coi là giấy tờ tuỳ thân trong đó có quy định khẳng định giấy chứng minh nhân dân (nay là Thẻ căn cước công dân) là một loại giấy tờ tuỳ thân và Hộ chiếu quốc gia được sử dụng thay thế chứng minh nhân dân. Ngoài hai loại giấy tờ trên không còn loại giấy tờ nào khác được quy định trực tiếp là giấy tờ tuỳ thân.
Ngoài ra theo quy định tại Thông tư 01/2008 của Bộ Tư pháp về hướng dẫn Nghị định 158 về đăng ký quản lý hộ tịch có đưa ra khái niệm giấy tờ cá nhân như: Sổ hộ khẩu, Chứng minh nhân dân, học bạ, bằng tốt nghiệp, lý lịch cán bộ, lý lịch đảng viên
Tuy nhiên trên thực tế, một số nơi vẫn còn chưa thống nhất trong cách hiểu về giấy tờ tùy thân. Hiện nay mỗi lĩnh vực lại quy định các loại giấy tờ tùy thân khác nhau. Theo đó, ngay cả Bằng lái xe, Thẻ hội viên, Giấy xác nhận nhân thân, hộ khẩu, giấy khai sinh, bảo hiểm,... cũng là giấy tờ tuỳ thân. Bên cạnh đó, do các cơ quan nhà nước Việt Nam hiện nay quy định phạm vi các loại giấy tờ tùy thân có thể thay thế chứng minh nhân dân là khá rộng, đôi khi lại yêu cầu thêm giấy tờ khác ngoài chứng minh nhân dân như như hộ khẩu) nên người dân không quá coi trọng chứng minh nhân dân vì cho rằng dùng giấy tờ khác thay thế cũng được.
Có nhiều loại giấy tờ khác được chấp nhận thay cho giấy tờ tùy thân, như trong việc tạm giữ người theo thủ tục hành chính, Bộ Công an có quy định người không có giấy tờ tùy thân là người không mang theo chứng minh hoặc hộ chiếu còn giá trị sử dụng hay các giấy tờ có giá trị thay thế hộ chiếu. Trường hợp không mang theo các giấy tờ đó nhưng có những giấy tờ khác có dán ảnh kèm theo như giấy phép lái xe, thẻ sinh viên, thẻ hội viên... thì cũng có thể coi đó là có giấy tờ tùy thân.
Trong lĩnh vực hàng không, hành khách quốc tịch Việt Nam khi bay nội địa có thể xuất trình một trong các loại giấy tờ sau: hộ chiếu, giấy chứng minh nhân dân, giấy chứng minh, chứng nhận của các lực lượng vũ trang, thẻ đại biểu Quốc hội, thẻ đảng viên, thẻ nhà báo, giấy phép lái ôtô, môtô, thẻ kiểm soát an ninh hàng không, thẻ nhận dạng của các hãng hàng không, giấy chứng nhận nhân thân có xác nhận của công an phường xã nơi cư trú. Ngoài ra, trước đây giấy cớ mất chứng minh nhân dân cũng được chấp nhận khi hành khách làm thủ tục bay nội địa. Trong lĩnh vực y tế, người có bảo hiểm y tế khi đến khám bệnh có thể xuất trình thẻ Bảo hiểm y tế có ảnh hoặc giấy tờ tùy thân có ảnh hợp lệ.
Thông thường, các loại giấy tờ có dán ảnh hợp lệ và có đóng dấu giáp lai lên ảnh có thể được chấp nhận. Tuy nhiên, cũng có những loại giấy tờ có đủ các tiêu chuẩn như trên nhưng không được sử dụng như giấy tờ tùy thân, đó là giấy chứng minh thẩm phán, giấy chứng minh hội thẩm, giấy chứng minh kiểm sát viên...
Từ ngày 4 tháng 1 năm 2016, Việt Nam chính thức cấp Thẻ căn cước công dân để thay thế Chứng minh thư nhân dân. Theo đó, Chính phủ nước CHXHCN Việt Nam đã trình Quốc hội dự thảo luật Căn cước công dân: Công dân sẽ được cấp một mã định danh gồm 12 chữ số, dùng để quản lý công dân theo 4 giai đoạn là từ khi sinh ra đến 14 tuổi, từ 15 tuổi đến 25 tuổi, từ 25 tuổi đến 70 tuổi và từ trên 70 tuổi. Chứng minh thư nhân dân vẫn được dùng song song với Thẻ căn cước công dân. Số định danh cá nhân là dãy số tự nhiên gồm 12 số, có cấu trúc gồm 6 số là mã thế kỷ sinh, mã giới tính, mã năm sinh của công dân, mã tỉnh, thành phố trực thuộc trung ương hoặc mã quốc gia nơi công dân đăng ký khai sinh và 6 số là khoảng số ngẫu nhiên.

## Sử dụng
Trong hoạt động công chứng, giấy tờ tuỳ thân giúp công chứng viên xác định, nhận dạng đúng chủ thể tham gia Hợp đồng, giao dịch. Việc áp dụng thống nhất giấy tờ tuỳ thân là giấy tờ nào trong hoạt động công chứng có một ý nghĩa rất quan trọng, ngoài việc đảm bảo chính xác trong nhận dạng chủ thể tham gia Hợp đồng, giao dịch nó còn tránh được các công chứng viên áp dụng tuỳ tiện các loại giấy tờ khác được cho là giấy tờ tuỳ thân, góp phần làm giảm tính cạnh tranh không lành mạnh giữa các tổ chức hành nghề công chứng.
Ở Việt Nam có trường hợp người dân phát khổ vì cái vòng luẩn quẩn, có trường hợp Làm đơn xin cấp chứng minh nhân dân thì không được chấp thuận vì không có hộ khẩu; xin nhập hộ khẩu cũng không được giải quyết vì không có chứng minh nhân dân. Muốn xin cấp hộ chiếu về lại thăm người quen cũng không được cấp, vì lý do không có chứng minh nhân dân và hộ khẩu hay trường hợp hơn 80 tuổi vẫn không giấy tờ tùy thân hoặc có nhiều dịch vụ Làm giấy tờ tùy thân số đẹp có thể thay đổi ngày cấp giấy phép lái xe, ngày cấp giấy đăng ký, thậm chí là cả ngày làm chứng minh thư mới. Với chứng minh thư nhân dân, mỗi người chỉ được cấp một số duy nhất, thì dân chơi số quay qua làm ngày cấp đẹp. làm cả chứng minh thư nhân dân cấp mới có dãy số đẹp cho con cái hoặc cho… con sếp. Giấy phép lái xe và giấy đăng ký xe có vẻ như lại là những loại giấy tờ dễ làm số đẹp hơn cả. Ngoài ra có trường hợp sử dụng giấy tờ tùy thân giả mạo để lừa gạt như dùng giấy tờ giả để lừa đảo, đưa người ra nước ngoài...